# Emacs Lisp
Emacs Lisp，一種直譯式的腳本語言，為LISP的方言之一，GNU Emacs與XEmacs文字編輯器都使用這個程式語言來扩展他們的功能。它的直譯器是以C語言來實作的。它受到Maclisp的影響很大，但是跟Common Lisp與Scheme有所不同。

## 外部連結
- emacs首頁（页面存档备份，存于）

1. ↑  https://www.gnu.org/savannah-checkouts/gnu/emacs/emacs.html#Releases; 检索日期: 2020年10月6日.
2. ↑  https://www.gnu.org/software/emacs/manual/html_node/elisp/; 检索日期: 2020年10月6日.